# Strojnogłowik szaropręgi
Strojnogłowik szaropręgi (Arremon costaricensis) – gatunek małego ptaka z rodziny pasówek (Passerellidae). Opisany po raz pierwszy w 1907. Przez wiele lat uznawany był za podgatunek strojnogłowika obrożnego (Arremon torquatus), którego zasięg występowania rozciągał się od Kostaryki do północnej Argentyny. Gatunek ten podzielono jednak na osiem gatunków, z których strojnogłowik szaropręgi ma jeden z najmniejszych zasięgów występowania – jest on endemitem gór w południowo-zachodniej Kostaryce i zachodniej Panamie. Jest gatunkiem najmniejszej troski.

## Systematyka
Gatunek ten po raz pierwszy zgodnie z zasadami nazewnictwa binominalnego opisał Outram Bangs, nadając mu nazwę Buarremon costaricensis. Opis ukazał się w 1907 roku w „The Auk”; jako miejsce typowe autor wskazał Boruca w Kostaryce. Początkowo strojnogłowik szaropręgi zaliczany był do nieuznawanego już rodzaju Buarremon, później także do Atlapetes. Obecnie zaliczany jest do rodzaju Arremon. Przez wiele lat uznawany był za jeden z podgatunków strojnogłowika obrożnego (Arremon torquatus), jednak w oparciu o badania filogenetyczne i różnice w mtDNA takson ten podzielono na 8 gatunków: strojnogłowik szarobrewy (A. assimilis), strojnogłowik kolumbijski (A. basilicus), strojnogłowik szaropręgi (A. costaricensis), strojnogłowik górski (A. perijanus), strojnogłowik nadbrzeżny (A. phygas), strojnogłowik wyżynny (A. atricapillus), strojnogłowik płowy (A. phaeopleurus) i strojnogłowik obrożny (A. torquatus).
Nie wyróżnia się podgatunków.

### Etymologia
- Arremon: gr. αρρημων arrhēmōn, αρρημονος arrhēmonos „cichy, bez mowy”, od negatywnego przedrostka α- a-; ῥημων rhēmōn, ῥημονος rhēmonos „mówca”, od ερω erō „będę mówić”, od λεγω legō „mówić”[13].
- costaricensis: od Costa Rica[14].

## Morfologia
Nieduży ptak ze średniej wielkości, dosyć długim dziobem w kolorze ciemnoszarym. Tęczówki ciemnoczerwone. Nogi ciemnoróżowe. Brak dymorfizmu płciowego. Góra głowy i twarz czarne z trzema, paskami – szarym szerokim środkowym paskiem ciemieniowym oraz jasnoszarymi szerokimi paskami nad łukami brwiowymi, rozciągającymi się od dzioba do tyłu szyi, które przechodzą w szarą obrożę na bokach szyi i na górnej części piersi. Gardło, podgardle i podbródek białe. Pomiędzy nimi a górną częścią piersi lekko zaznaczone czarna opaska piersiowa ponad szarą obrożą. Górna część ciała, skrzydła i ogon oliwkowozielone. Białawo-szare upierzenie brzucha przechodzi w szarawe, a następnie w oliwkowo-szare na bokach i szaro-oliwkowe na kuprze. Młode osobniki mają bardziej brązową górną część ciała, głowę czarną, pozbawioną charakterystycznych pasków. Długość ciała z ogonem: 17,4–20 cm, masa ciała: 40–49,5 g.

## Zasięg występowania
Strojnogłowik szaropręgi jest endemitem gór w południowo-zachodniej Kostaryce i zachodniej Panamie, występującym w przedziale wysokości 240–1500 m n.p.m. Jest gatunkiem osiadłym. Jego zasięg występowania według szacunków organizacji BirdLife International obejmuje 8,9 tys. km².

## Ekologia
Głównym habitatem strojnogłowika szaropręgiego jest runo leśne i podszyt gęstych wilgotnych tropikalnych lasów górskich, niekiedy także ich obrzeża oraz gęste zarośla bambusowe.
Informacje o diecie tego gatunku są skąpe. Wiadomo, że zjada różnorodne owady i nasiona, stwierdzono także zjadanie rozkładających się liści. Żeruje na ziemi lub w jej pobliżu. Występuje zazwyczaj pojedynczo lub w parach.

### Rozmnażanie
Sezon rozrodczy trwa pomiędzy lutym a wrześniem. Gniazdo budowane jest przez oboje rodziców w formie otwartej filiżanki. Zbudowane jest z łodyg, winorośli, liści i korzonków, umieszczone na wysokości od 2 do 4 m nad poziomem gruntu w gęstych zaroślach. W lęgu zazwyczaj dwa jaja. Wysiadywane są tylko przez samicę. Okres inkubacji to 15 dni. Pisklęta są karmione przez oboje rodziców, opuszczają gniazdo po 12 dniach.

## Status
W Czerwonej księdze gatunków zagrożonych IUCN strojnogłowik szaropręgi jest klasyfikowany jako gatunek najmniejszej troski (LC – Least Conern). Liczebność populacji szacuje się na 20–50 tys. dorosłych osobników, zaś jej trend nie jest znany. Ptak ten opisywany jest jako niepospolity.